# Lankhor
Lankhor è stata una società francese dedita allo sviluppo di videogiochi. Nota per aver creato il videogioco Mortville Manor, il primo videogioco con sintesi vocale come caratteristica nel gameplay, l'azienda è stata creata come risultato della fusione tra Kyil khor Creation e Béatrice & Jean-Luc Langlois nel 1988.
Nel 1994, la società ha abbandonato le sue attività editoriali e distributive, per dedicarsi unicamente allo sviluppo.
A partire dal 2000, la Lankhor sviluppava videogiochi a favore della Microïds. Purtroppo per l'azienda, fu anche l'inizio di una situazione finanziaria difficile, che iniziò alla fine dello stesso anno; tale situazione portò la Lankhor ad annullare il suo contratto con la Video System, casa di distribuzione videoludica giapponese, contratto che sarebbe stato effettivo nel 2001. Alla fine dello stesso 2001, dopo 14 anni di attività, la Lankhor annunciò la sua chiusura, che avvenne il 3 ottobre del 2002.

## Videogiochi prodotti
| Anno | Videogiochi                   |
| ---- | ----------------------------- |
| 1987 | Mortville Manor               |
| 1987 | NO - Never Outside!           |
| 1987 | Wanderer                      |
| 1988 | Elemental                     |
| 1988 | G.Nius                        |
| 1988 | Killdozers                    |
| 1988 | Rody & Mastico                |
| 1988 | Troubadours                   |
| 1990 | Maupiti Island                |
| 1990 | Raiders                       |
| 1990 | Saga                          |
| 1990 | Sdaw                          |
| 1990 | La Secte Noire                |
| 1991 | Alive                         |
| 1991 | Alcantor                      |
| 1991 | Burglar                       |
| 1991 | Fugitif                       |
| 1991 | Infernal House                |
| 1991 | La Crypte Des Maudits         |
| 1991 | La Malédiction                |
| 1991 | Le Trésor D'Ali Gator         |
| 1991 | Mokowe                        |
| 1991 | Outzone                       |
| 1991 | Vroom                         |
| 1992 | Silva                         |
| 1992 | Survivre                      |
| 1992 | Vroom Data Disk               |
| 1993 | Black Sect                    |
| 1993 | Vroom Multiplayer             |
| 1994 | F1 World Championship Edition |
| 1995 | Kawasaki Superbike            |
| 1998 | New Order Liberation          |
| 1999 | Official Formula 1 Racing     |
| 2000 | F1 World Grand Prix           |
| 2000 | Warm Up!                      |
| 2002 | Ski Park Manager              |
| 2003 | Ski Park Manager 2003         |